# Los Lagos (region)
41°28′18″S 72°56′12″V / 41.47167°S 72.93667°V
Los Lagos er en af Chiles regioner og har nummer X på den officielle liste. Regionen har et areal på 48.854,5 km² og grænser op til Los Ríos mod nord, mod syd til Aisén, mod øst til Argentina og mod vest til Stillehavet. Hovedbyen er havnebyen Puerto Montt, og andre vigtige byer er Osorno, Castro og Ancud.

## Geografi og natur
Los Lagos er præget af tempereret regnskov og et tempereret klima ved kysten med hyppigt koldt regnvejr om vinteren, bortset fra det sydlige område med Chiloé-øen. Mod syd er klimaet præget af regnvejr det meste af året, og der er ikke egentlige tørre perioder.
I regionen finder man Chiles næststørste ø, Chiloé, og den næststørste sø, Llanquihue. Der findes en række fredede naturområder, herunder syv nationalparker, tre private naturreservater og to naturmonumenter.
Ved folketællingen i 2002 boede der i det område, der på det tidspunkt udgjorde Los Lagos, 1.073.135 mennesker. Siden er Valdivia blevet trukket ud og gjort til den selvstændige region Los Ríos, og i den resterende del boede der 716.739 mennesker, hvilket giver en befolkningstæthed på 14,8 pr. km².

## Historie
I 2007 besluttede man at justere på den oprindelige regioninddeling, og i den forbindelse blev Valdivia-provinsen skåret fra Los Lagos. Begrundelsen herfor var, at denne provins havde en betydelig længere historie end de øvrige i Los Lagos, at provinsen var mere orienteret mod skovbrug, mens de andre provinser var mere orienteret mod landbrug, samt at Valdivia havde en betydelig større befolkning end flere af de andre provinser.

## Administration
Los Lagos er opdelt i fire provinser: Chiloé, Llanquihue, Palena og Osorno. Disse provinser er igen opdelt i sammenlagt 30 kommuner.

## Erhvervsliv og økonomi
Regionen er præget af landbrug, fiskeri og skovbrug. Inden for husdyrhold er der fokus på malkekøer og mejerivarer, og der er en intensiv kornproduktion i regionen. Fisk, herunder laks, sælges fersk eller på dåse. I de seneste tiår er turismen blevet en markant faktor i regionens økonomi.